# Künstlerinnenpreis NRW
Der Künstlerinnenpreis des Landes Nordrhein-Westfalen, kurz Künstlerinnenpreis NRW, wird seit 1996 vom Frauenkulturbüro NRW in wechselnden künstlerischen Sparten vergeben. Das Frauenkulturbüro NRW e. V. wurde 1991 in Krefeld gegründet, mit dem Ziel Künstlerinnen aller Kunstsparten zu fördern und sichtbar zu machen.

## Preisträgerinnen
Unterschieden wird in einen Hauptpreis auf Empfehlung der Jury für das Gesamtwerk einer Künstlerin und einen Förderpreis auf Bewerbung von Künstlerinnen mit biografischem Bezug zu Nordrhein-Westfalen.
Seit 2013 wird der Preis nur noch alle zwei Jahre vergeben, davor wurde der Preis jährlich angelobt.
| Jahr | Sparte                                                  | Hauptpreis             | Förderpreis             |
| ---- | ------------------------------------------------------- | ---------------------- | ----------------------- |
| 1996 | Multimedia/Neue Medien                                  | Nan Hoover             | Christin Lahr           |
| 1997 | Theaterliteratur                                        | Kaca Celan             | Lilly Axster            |
| 1998 | Komposition/Neue Musik                                  | Carola Bauckholt       | Anna Ikramova           |
| 1999 | Keramikkunst                                            | Doris Kaiser           | Andrea Layer            |
| 2000 | Filmregie                                               | Jeanine Meerapfel      | Ruth Olshan             |
| 2001 | Literatur                                               | Emine Sevgi Özdamar    | Annette Pehnt           |
| 2002 | Fotografie                                              | Candida Höfer          | Christine Erhard        |
| 2003 | Popularmusik                                            | Bernadette La Hengst   | Ischen Impossible       |
| 2004 | Bildhauerei/Installation                                | Heike Pallanca         | Ursula Neugebauer       |
| 2005 | Kamera                                                  | Hille Sagel            | Eva Radünzel            |
| 2006 | Illustration                                            | Katrin Funcke          | Claudia Pütz            |
| 2007 | Theaterregie                                            | Katja Lauken           | Carolin Mader           |
| 2008 | Choreographie / Zeitgenössischer Tanz                   | Henrietta Horn         | Gudrun Lange            |
| 2009 | Malerische Positionen                                   | Anja Schrey            | Vera Lossau             |
| 2010 | Baukunst: Architektur, Städtebau und Landschaftsplanung | Julia B. Bolles-Wilson | DREIHAUSFRAUEN          |
| 2011 | Performancekunst                                        | Ulrike Rosenbach       | Agnes Meyer-Brandis     |
| 2012 | Freie Szene                                             | Angie Hiesl            | Yoshie Shibahara        |
| 2013 | Zeichnung                                               | Nanne Meyer            | Katharina Hinsberg      |
| 2015 | Jazzmusik                                               | Sidsel Endresen        | Annette Maye            |
| 2017 | Gamedesign                                              | Auriea Harvey          | Leonie Wolf             |
| 2019 | Dramaturgie                                             | Carena Schlewitt       | Patricia Nickel-Dönicke |
| 2022 | Digital Art                                             |                        |                         |

## Frauenkulturbüro NRW e. V.
1990 fand in Wiesbaden die Tagung zur Ausstellung „Künstlerinnen des 20. Jahrhunderts“ statt. Hier wurde die Studie zur Situation von Künstlerinnen, Filmemacherinnen und Designerinnen von Renate Petzinger und Ingrid Koszinowski vorgestellt, die eine eklatante Unterrepräsentation von Frauen in allen Bereichen der Kunstförderung und Kunstvermittlung nachweist. Dies führte über den Frauenausschuss des Landtags NRW 1991 zur Gründung des Frauenkulturbüros NRW.
Institutionell wird das Landesbüro vom Land Nordrhein-Westfalen gefördert und vergibt seit 1996 den Künstlerinnenpreis des Landes Nordrhein-Westfalen.
Aktuellere Studien weisen auf, dass noch keine Parität zwischen den Geschlechtern im Kultur- und Medienbereich erreicht ist. Eine Studie aus dem Jahr 2017 beschreibt den Gender Paygap im Bereich Theater, Film und Fernsehen in Deutschland mit bis zu 26 Prozent.
2021 feiert das Frauenkulturbüro sein 30-jähriges Jubiläum.